# Cardiestra
Cardiestra là một chi bướm đêm thuộc họ Noctuidae.
Loài gồm có:
```
* Cardiestra eremistis (Püngeler 1904)
* Cardiestra gobideserti (Varga 1973)
* Cardiestra vaciva (Püngeler 1906)
* Cardiestra vasilinini (Bang-Haas 1927)
```